# Mertensophryne uzunguensis
Mertensophryne uzunguensis là một loài cóc trong họ Bufonidae. Chúng là loài đặc hữu của Tanzania.
Các môi trường sống tự nhiên của chúng là đồng cỏ ở cao nhiệt đới hoặc cận nhiệt đới, đầm nước, và đầm nước ngọt có nước theo mùa. Loài này đang bị đe dọa do mất nơi sống.